# Victoria Valdesolo
Victoria Andrea Valdesolo (* 20. November 1989) ist eine argentinische Badmintonspielerin. 

## Karriere
Victoria Andrea Valdesolo nahm 2011 im Dameneinzel und im Mixed an den Panamerikanischen Spielen teil. Im Mixed unterlag sie dabei in Runde eins, im Einzel in Runde zwei und wurde damit in beiden Disziplinen 17. Bei den Colombia International 2011 belegte sie Platz zwei im Mixed mit Federico Díaz. Dort unterlag sie im Finale gegen Andrés Corpancho und Renata Carvalho.

## Referenzen
- Victoria Valdesolo beim Badminton-Weltverband

| Personendaten    | Personendaten                    |
| ---------------- | -------------------------------- |
| NAME             | Valdesolo, Victoria              |
| ALTERNATIVNAMEN  | Valdesolo, Victoria Andrea       |
| KURZBESCHREIBUNG | argentinische Badmintonspielerin |
| GEBURTSDATUM     | 20. November 1989                |